# Léon Bernus
Léon Bernus, né le 24 mars 1834 à Charleroi et mort le 2 décembre 1881 à Marseille, est un industriel, philanthrope et écrivain belge de langue wallonne avec l'accent de Charleroi.

## Biographie
Léon Émile Jean Bernus, né le 24 mars 1834 à Charleroi, est issu d'une vieille famille carolorégienne active dans l'industrie de la fonderie. Il est le fils de Louis Bernus, échevin à Charleroi et maître en fonderie, et de Florence Huwart. C'est son père qui a introduit la poterie émaillée en Belgique. Léon Bernus épouse le 14 mars 1873 Emily Starkay à Holborn près de Londres. 
Il fait ses études secondaires au collège de Charleroi puis obtient un diplôme de candidat en philosophie et lettres à l'université libre de Bruxelles. Il interrompt toutefois ses études qui auraient dû le conduire à devenir docteur en droit puis avocat selon les vœux paternels. C'est au cours de ses études qu'il commence à traduire les fables de La Fontaine en wallon de Charleroi qu'il déclamait devant ses condisciples. Il était d'un naturel truculent, tenant table ouverte et n'hésitant pas à lier connaissance avec tout un chacun. 
Il suit d'abord les traces de son père dans l'industrie. Il s'établit à Anvers puis, pendant 18 ans, à Londres comme représentant des verreries de Charleroi. Après s'être marié à une riche héritière écossaise, il revient en 1879 à Bruxelles qu'il délaisse après seulement deux mois pour l'agrément du Midi de la France. 
Sa vraie passion est l'écriture dans le wallon de Charleroi, idiome qui a sa propre originalité à côté de celui de Mons, de Namur et de Liège. En 1872, il publie sa traduction en patois de Charleroi d'une centaine de fables de La Fontaine ainsi qu'une quinzaine de chansons et de contes versifiés. Cet ouvrage sera republié en 1900 et en 1923. En 1877, il a également publié L' malade saint-Thibau, adaptation théâtrale du Malade imaginaire de Molière qui ne sera joué sur scène qu'en 1922 au Coliseum de Charleroi. 
À son décès le 2 décembre 1881 à Marseille, n'ayant pas d'enfant, il lègue une partie importante de son patrimoine à la ville de Charleroi souhaitant ainsi y encourager l'instruction publique chez les enfants du peuple.

## Hommage
Une rue de la Ville-Haute de Charleroi a été baptisée « rue Léon Bernus », représentative par ses maisons de l'Art Nouveau à Charleroi. 